# SPA17
SPA17‏ (Sperm autoantigenic protein 17) هوَ بروتين يُشَفر بواسطة جين SPA17 في الإنسان.